# Beledweyne
Beledweyne (ook: Bālad Weyn, Belai-Wen, Beledueyne, Beled Weyn, Belet Uen, Belet Wayne, Belet Wen, Belet Weyne, Беледуэйне) is een van de grotere steden in Somalië en is de hoofdplaats van het district Beledweyne en van de regio Hiiraan.
De stad ligt rondom een aantal meanders van de Shebelle-rivier en telt 45.000 à 95.000 inwoners (schatting 2014). Een aantal grotere stadswijken zijn Buundo Weyn, Kooshin, Howl Wadaag en Xaawo Taaco. Ten noordoosten van de stad ligt een klein vliegveld.
Op zaterdag 19 oktober 2013 vond een aanslag plaats in Beledweyne, toen een zelfmoordterrorist zichzelf opblies in een thee-lokaal dat populair is bij soldaten. Daarbij kwamen 20 mensen om het leven en raakten ca. 35 personen gewond. De aanslag werd opgeëist door de terreurbeweging Al-Shabaab, en was gericht tegen Somalische en Ethiopische (en mogelijk ook Djiboutische) troepen in de stad.

## Klimaat
Beledweyne heeft een tropisch savanneklimaat met een gemiddelde jaartemperatuur van 28,6 °C. De warmste maand is april met een gemiddelde temperatuur van 30,1 °C; augustus is het koelste, gemiddeld 27,5 °C. De jaarlijkse temperatuurvariatie is dus gering. De jaarlijkse neerslag bedraagt 270 mm (ter vergelijking: in Nederland ca. 800 mm). Er zijn twee uitgesproken regenseizoenen: april-mei en oktober-november. De perioden daartussen (juni-september en december-maart) zijn twee droge seizoenen. De natste maand is oktober; er valt dan ca. 69 mm neerslag.